# Imogen Simmonds
Imogen Simmonds (8 de marzo de 1993) es una deportista suiza que compite en triatlón.
Ganó una medalla de plata en el Campeonato Europeo de Ironman de 2019. Además, obtuvo dos medallas de bronce en el Campeonato Mundial de Ironman 70.3, en los años 2019 y 2023, y una medalla de plata en el Campeonato Europeo de Ironman 70.3 de 2023.

## Palmarés internacional
| Campeonato Europeo | Campeonato Europeo   | Campeonato Europeo | Campeonato Europeo |
| Año                | Lugar                | Medalla            | Prueba             |
| ------------------ | -------------------- | ------------------ | ------------------ |
| 2019               | Fráncfort (Alemania) | Medalla de plata   | Individual         |

| Campeonato Mundial | Campeonato Mundial | Campeonato Mundial | Campeonato Mundial |
| Año                | Lugar              | Medalla            | Prueba             |
| ------------------ | ------------------ | ------------------ | ------------------ |
| 2019               | Niza (Francia)     | Medalla de bronce  | Individual         |
| 2023               | Lahti (Finlandia)  | Medalla de bronce  | Individual         |
| Campeonato Europeo |                    |                    |                    |
| Año                | Lugar              | Medalla            | Prueba             |
| 2023               | Tallin (Estonia)   | Medalla de plata   | Individual         |